# Ламбре, Мерседес
Мерседес Родригеc Ламбре (исп. Mercedes Rodríguez Lambre; род. 5 октября 1992, Буэнос-Айрес) — аргентинская актриса, певица, танцовщица и модель.

## Биография и карьера
Мерседес Ламбре родилась 5 октября 1992 года в провинции Буэнос-Айреса, в городе Ла-Плата, где она начала заниматься пением и танцами. Она обучалась актёрскому мастерству вместе с Лито Крусом, Гастоном Мариони, Аугусто Бритесе и Моникой Бруни. На протяжении четырёх лет она брала уроки пения в Ла-Плате у профессора Габриэля Гьянгранте.
Мерседес также обучалась джазовым, уличным и испанским танцам.
В 17 лет стала моделью, заключила контракт с Utilísima estilo. Карьера на телевидении началась с телесериала  «Виолетта (телесериал)» (с 2012 г.).
За роль Людмилы в молодёжном телесериале канала Disney «Виолетта» была удостоена премии Kids' Choice Awards в номинации «Любимый отрицательный персонаж» (2012). В 2016 году состоится премьера фильма «Тини: Новая жизнь Виолетты». Также начались съёмки сериала «Хайди, добро пожаловать домой». Премьера сериала состоялась в марте 2017 года. Также участвуют в пьесе «Карденио».

## Личная жизнь
В 2011—2012 годах встречалась с испанским  актёром и певцом Пабло Эспиноса.
В 2012 - 2015 годах встречалась с мексиканским актёром и певцом Ксабиани Понсе Де Леоном.
9 декабря 2020 года вышла замуж.
4 декабря 2024 года родила девочку  Элизу (Elise)